# 澳大利亚分级委员会
澳大利亚分级委员会（英語：Australian Classification Board，简称为ACB或CB）是澳大利亚政府的一个法定机构，负责对在该国展示、出租和出售的电影、电子游戏和出版物进行分级和审查。ACB成立于1970年，曾经是电影与文学分级办公室（OFLC）的一部分，该机构于2006年解散。之后由通讯与艺术部为ACB提供行政支持，ACB作出的决定可能会受到澳大利亚分级审查委员会的进一步审查。ACB现依照1995年联邦分级法运作。 
ACB不会通过直接命令删减或修改内容来进行审查，但该机构可以通过拒绝分级的方式审查媒体，并使相关媒体在澳大利亚的出租、展览和进口行为变得非法。 
澳大利亚分级系统有多种级别的“受限”分类，并禁止向规定年龄以下的人出售、展示或使用相关内容。2005年，由于父母们对电子游戏分级标准的困惑，游戏开始与电影按照同样标准进行分级（但没有R18 +和X18 +）。虽然国家分级法规定“成年人应该被允许阅读、收听或观看他们想要的内容”，但一直到2013年1月1日，成人R18 +分级才开始应用到澳大利亚的电子游戏。

## 历史
澳大利亚分级委员会成立于1970年，旨在对所有进入澳大利亚的电影（1994年增加电子游戏）进行分级或评级。在分级系统的早期阶段（1971年11月开始），有四个等级：   
- G等级，可向公众展览，从先前的评级系统继承而来。
- NRC等级，不推荐给12岁以下的儿童（以前为X，A或者不适宜儿童，后来成为PG即父母指导）
- M等级，代表成熟的受众（1980年代至2005年为M15+）
- R等级，代表限制展览[4]（先前为SOA或仅限成人，1980年代后期变为R18+）

1993年引入了MA15+评级，该评级内容为M分级下过于强烈，但幅度不大，因此应被限制在18岁以上的人群中使用。
电影和文学分级办公室（OFLC）在1994年进行了重组，成为ACB的监督机构。2005年，OFLC被解散，ACB的监管移交给了律政部。目前对电影和电子游戏以颜色分类标记的做法是在2005年5月推出的。
2014年8月，ACB进行了修正，引进了国际年龄分级联盟的自动评级流程，新流程降低了电子游戏开发人员的评级成本，特别是对那些以数字方式进行在线发行的产品。

## 概要
委员会的运行工作主要涉及决策，每个成员必须清楚表达自己的观点，并对其他成员的观点进行鉴赏。委员会的成员会接触各种各样的材料，包括血腥和令人反感的内容，所有的电影和电子游戏必须经过分级才能合法提供给公众，部分出版物同样需要分级。未能分类（特别是可能分类为RC的未分类材料）代表隐含的禁令（获得豁免的电影、游戏和出版物除外），未经分级对电影或电子游戏进行“展示、演示、出售、出租、公开展览或刊登广告”为违法行为。某些电影或纪录片（如时事内容、商业活动、科学和教育目的等）可以无需分级，除非在分级标准下达到M级别或以上。
MA15+和R18+分级有法定年龄限制， X18+是成人内容的特殊限制等级。其他的分级级别（G，PG和M）仅仅是一个建议，并没有法律规定的年龄限制。 RC级（禁止）内容不能出售，出租或分发给任何人。电影或电子游戏的背景对根据故事线或主题确定分级元素至关重要。 
ACB决定每种分级附带的消费者建议，建议指明电影或电子游戏中导致分级的元素，并帮助消费者选择他们所阅读、观看或游玩的内容。电影有六个可分类的元素：主题（强奸，自杀，种族主义等等），暴力（暴力程度及其背景中的威胁程度），性（性交和对性的提及），语言（粗言秽语的程度），毒品使用（使用或提及），裸露（裸露的明确性）。消费者建议与分级标志会出现在产品、包装或广告上，如果相关元素在低一级的分级中可以接受则不会提供消费者建议。
ACB还对警察部门、澳大利亚海关和边境保护局以及澳大利亚传播和媒体管理局提交的材料进行分级。委员会不会对现场表演、音频CD、电视节目分级，电视受澳大利亚传播和媒体管理局监管。  电影分级同样适用于互联网服务，2019年1月Netflix首次获准在流媒体平台上自行评级，从而使该公司能够在G到R18 +之间自行分级。

## 电影和电子游戏分级

### 无限制或建议
以下分级不受限制，可能需要家长指导，但不对获取或分发施加任何法律限制。 
豁免（E）
只能对非常特殊类型的材料（包括教育材料和艺术表演）进行此分级，并且该材料不能包含任何超出PG分级限制的内容。可以由分销商或参展商进行评估（自行评估），而无需将产品提交给ACB认证。自评估豁免电影不能使用官方标记，但建议将自我评估进行豁免展示“该电影/电子游戏豁免分级”。
一般级（G）
包含可供一般人查看的材料。此类别不一定代表儿童电影或游戏，尽管在此类别中不是强制性的，但是委员会可以提供消费者建议。G级消费者的建议通常与对年幼儿童的影响有关，内容冲击很小。
- 主题应该具有非常低的威胁感或恐吓感，并且依据背景分析。
- 暴力应仅具有较低的威胁或恐吓感，并且依据具体情况分析。
- 性行为应非常温和，谨慎地暗示，并且依据情况分析。
- 粗鄙的语言应非常温和，不频繁，并且依据背景分析。
- 仅应非常谨慎地暗示使用毒品，并应根据具体情况加以证明。
- 裸露应该通过背景分析。

家长指导（PG）
不建议15岁以下的孩子在没有父母或监护人的指导下观看或玩耍。包含年轻观众可能会感到困惑或不安的内容。内容冲击轻微。
- 主题应该具有非常低的威胁感或恐吓感，并应根据背景进分析。
- 暴力应该是轻度且少见的，并应根据具体情况加以分析。此外禁止性暴力。
- 性活动应温和而谨慎地暗示，并应根据情境加以证明。
- 粗鄙的语言应该是温和的且不经常使用的，并应根据上下文进行分析。
- 性，裸露和吸毒应温和，不频繁，“谨慎暗示”和“根据情况而定”。
- 吸毒和裸露应根据情况加以辩护。

成熟级（M）
建议15岁以上的人群使用。15岁以下的人可以合法使用此材料，因为它属于建议类别而非法律规定。此类别包含的内容可能需要成熟的观点，但对于年轻的观看者来说并不太强烈。内容的影响是中等的，尽管近年来，消费者建议中省略了“中度”指示词前缀，例如将“中度暴力”称为“暴力”。
- 如果上下文证明合理，主题可能具有中等程度的威胁或恐吓感。
- 如果“视情况而定”，则允许进行中度暴力'。性暴力应非常有限，并应根据情况加以证明。
- 如果“根据情境合理”，则应谨慎暗示性活动。
- 可以使用粗鄙语言。具有攻击性或低俗的语言应很少出现，并应根据上下文进行辩护。
- 吸毒及裸露应根据情况加以辩护。

### 限制级
以下分类在法律上受到限制：向不超过最低年龄的任何人出售或展示此分类的材料是非法的。 
成人陪同（MA15+）
包含15岁以下人士不适合展览的材料。15岁以下的人只能在父母或成年监护人的监督下合法购买，租借，展示或查看此类内容。在租借或购买MA15+电影或电子游戏之前，可能会要求一个人出示年龄证明。内容冲击很大。
- 允许使用中等强度的现实暴力。只有在“根据上下文合理”的情况下，才能接受具有“高度或现实风格”的暴力描写。但是，程式化的暴力行为可以“更详细”。
- 允许强烈暴力 ，但如果它是血腥而强烈，则应“不频繁”或“根据情况合理”。
- 在“不频繁，无偿或剥削”的情况下允许性暴力。
- 性行为可能是“暗中暗示”或“模仿”的。
- 允许裸露 ，但在性爱方面，“不应剥削”。
- 令人恐惧或激烈的场面应该“不要打扰一个理智的成年人”。
- 可以使用具有攻击性且非常强烈的粗俗语言，但“不应具有剥削性”。
- 可以描述毒品的使用，但不能以“提倡的方式”描述。
- 强烈冲击性主题应通过背景来分析。

限制级（R18+）
包含不适合向18岁以下人群展示的材料。未满18岁的人可能无法合法购买，租借，展示或查看R18+分级内容。在零售商店或电影院购买，租用或观看R18+电影或电子游戏之前，可能会要求一个人提供年龄证明。某些分级为R18+的材料可能会让成人团体的某些部分感到反感。内容冲击很大。
- 允许对暴力进行真实，明确的描述，但不允许“对理性的成年人频繁进行无偿，残酷，剥削和冒犯”的暴力。
- 主题可以具有“非常高的强度”，但不能具有“剥削性”。
- 仅在“叙述需要”和“不剥削”或“未详细显示”的情况下才允许性暴力。
- 性生活可以“逼真地模拟出”，但“描写现实性活动”是不允许的。
- 可以显示毒品使用情况，但不能“详细说明”，也应该“不推荐或不鼓励”使用毒品。对于电子游戏，不允许使用与“奖励和激烈”有关毒品使用。
- 性方面的裸露内容应“不包括明显的生殖器接触”。
- 粗俗的语言几乎不受限制。

受限（X18+）
包含色情内容。未满18岁的人不得合法购买，租借，拥有，展示或观看这些电影。将这些电影放映或出售给18岁以下的人是刑事犯罪，最高可处罚款5500澳元。分级为X 18+的电影在整个澳大利亚州均被禁止（州政府立法）出售或出租（但在北領地的某些地区除外，可以合法拥有），并且只能在澳大利亚首都领地和北领地合法购买。从这些地区向其他任何州输入X 18+材料是合法的（因澳大利亚宪法禁止对州与领地之间的贸易进行任何限制）。内容具有色情色彩，并且视频游戏不存在分级。 
此评级适用于“仅描述未经模仿的色情内容”的电影。 类别中不得描述性暴力，胁迫和“性侵犯”的语言。禁止使用诸如穿刺、金色淋浴、束缚、打屁股或拳交之类的恋物癖。

### 其他标签
RC （拒绝分级）
包含在大多数情况下是合法拥有的材料，但在不应当分级的情况下，被认为违反了“合理成年人”普遍接受的道德，体面和礼节标准。分级是强制性的，ACB拒绝分级的电影在法律上禁止出售，出租或公开展览，如果发现个人或组织违反此规定，则最高可被罚款275,000澳元和监禁10年。但是，18岁以上的人群拥有RC电影和游戏是合法的（西澳大利亚州和北领地的某些地区除外），除非其中包含非法内容（例如儿童色情 ）。内容冲击很大。
- ACB拒绝分级超过X18+和R18+评级的电影和游戏。可能被拒绝分级的内容包括但不限于：
  - 有关犯罪或暴力的详细指导或宣传。
  - 促进或提供恋童癖活动指导。
  - 儿童性虐待的描写或描述，或涉及到看来是18岁以下儿童的任何其他剥削性或令人反感的描写或描述。
  - 无端，剥削或冒犯性描述：具有很高影响力或过于频繁，长时间或详尽的暴力；非常详细或有极大影响的残酷或真实暴力；性暴力。
  - 对诸如兽交，恋尸癖或其他被认为令人反感或可憎的行为的描述。
  - 无端，剥削或冒犯性描述：带有令人反感或厌恶的癖好或习俗的活动；乱伦幻想或其他令人反感或厌恶的幻想。

等待分级（CTC）
已对内容进行评估并批准用于广告未分级的电影和电子游戏，通常在标记上写明“这部电影获得了广告批准，等待分级后发行”。
- 任何未分级电影和游戏的广告都必须在海报，预告片，互联网和任何其他类型的广告上显示CTC信息。
- 内容分级后，分级标记将替换所有广告材料上的CTC标记。

## 书籍分级
对书籍和杂志之类的出版物（可能还会包括其他印刷媒体，如日历，卡片和目录），如果它们包含不适合未成年人或未成年人的性，毒品，裸露或暴力的描写或描述或者以无限制出版物的形式出售会使某些成年人感到冒犯，则需要进行分级。 
出版物分级最常用于带有裸露或性行为的视觉描述的杂志，例如男性杂志。这些评级通常不会出现在书籍上，即使涉及成人主题，除非这些出版物涉及最具争议的案例。 
| 图标 | 介绍 |
| ---- | --- |
|      | 无限制 – 这些出版物不受限制，尽管可能不建议15岁以下的读者阅读。 |
|      | 受限甲类 – 这些出版物不适用于18岁以下的人。这些可能包含裸露性爱的图片。它们必须包装在密封的包装纸中，封面必须适合公众展示。                                                                                                   |
|      | 受限乙类 – 与「受限甲类」出版物一样，它们也不适用于18岁以下的人。但是，它们包含实际性行为的明确图像，在甲类下是不允许的，并且只能在仅限成人的网站上显示。因此，任何可能被归类为受限乙类的出版物都不会在公开注册的事件中展示。 |

RC （拒絕分級）
屬於RC分類的出版物被禁止，不能在澳大利亚任何地方出售或展示。 
总之「受限」出版物仅向成人销售，不得出售给18岁以下的人（昆士蘭州 法律）。他们具有某些内容，例如裸露或露骨的性爱内容，可能会触犯成人社区的某些部分。受限制的类别在不同的州受到各种限制；例如，某些类别中的一种或两种类别只能在仅限成人的场所出售。由于这个原因，一些成人杂志在澳大利亚发行了两个版本，或者只是一个编辑版本，后者可以不受限制地发行，可以在没有警告的情况下在任何地方出售。

## 争议

### 电影
- 《索多玛120天》在澳大利亚两次被禁止。内政部长布兰登·奥康纳要求分级审查委员会重新评估该决定， [14]但是，审查未能找到分级中的任何缺陷。这部电影于1997年被禁止，并在两次失败尝试后于2010年9月发行，当时ACB将未删减版本分级为R18 +，主要是因为提供了更多背景资料所致。
- 1992年，日本动画《超神传说:Legend of the Overfiend》被提交给OLFC分级，该动画成为澳大利亚历史上第一部被审查的动画，与暴力杰克类似，该动画被委员会成员彻底审查。澳大利亚发行的版本成为西方世界中被审查最多的版本，许多动漫爱好者转而从英国入手了未经审查的版本。超神传说的其余系列也遭到审查，粉丝们大量转为购买和下载美国版本。
- 《兽兵卫忍风帖》1994年由Manga Entertainment Ltd在澳大利亚发行，最初在录像带上标为MA15 +评级。但在1997年菲利浦·路多克在SBS上放映了未经剪辑的版本，最初的评级被推翻，几个月后评级变为R18 +级，并且使用了英国电影分级委员会的删减版。直到2003年，未经剪辑的版本才在澳大利亚发行。
- 1999年电影罗曼史，起初在澳大利亚被拒绝分级，在上诉后获得R18 +评级。[15]该电影为在澳大利亚R18 +级中展示实际性行为铺平了道路。[15]
- 《肏我》，一部法国电影，故事讲述两名被强奸后进行复仇的妓女。[16]在2000年，电影被分为R18 +级，2002年4月25日，被禁止在电影院放映，由于电影中的“性剥削和令人反感的性暴力，极端暴力等令人反感和厌恶的描述”，至今仍被澳大利亚禁止。[17]
- 《天地无伦》，一部有关青少年的美国电影，除了露骨的性爱场面，还包含窒息式性爱场景。[18]电影由于对未成年人的性剥削描绘而被禁止（在澳大利亚属于刑事犯罪），作为对禁令的抗议，抗议者举办了放映会但被警察关闭。[19]

电影评论家玛格丽特·波美兰兹（Margaret Pomeranz）认为这是一部精彩的电影而聚众举行放映会，因此被警察逮捕（警告后释放）。 著名主持人汤姆·格莱斯纳（Tom Gleisner）在节目中公开表示他已经下载并观赏了此电影。新南威尔士州前州长鲍勃·卡尔认为禁止该电影或其他电影是不合适的，并表示该州检察长将在会议上和其他州检察长讨论修改法律问题。
2017年10月，分级委员会在flicks.com.au被卢克·巴克马斯特（Luke Buckmaster）贴上恐同标签，原因是将《芬兰汤姆》分级为R18+（认为其有强烈的性爱画面和裸露镜头）。Netflix和其他流媒体平台没有进行审查，卢克认为委员会的分级不够真实。

### 电子游戏
澳大利亚的电子游戏审查制度被认为是西方世界最严格的审查制度之一。
- 《侠盗猎车手III》因允许玩家与虚拟的妓女发生性关系而被停售，在移除相关内容后恢复。《侠盗猎车手：罪恶都市》也因同样原因被审查，但在2010年允许未删减版本，分级为MA15+。
- 《侠盗猎车手：圣安地列斯》在2005年7月被撤回，原因是游戏光盘的内容文件中包含互动性爱场面。通常情况下无法访问这些场景，但在第三方修改的MOD中允许玩家访问。随后Rockstar Games在全球范围发布了修改版本，删除了性爱场面文件，随后游戏恢复了MA15 +分级。
- 因为担心《侠盗猎车手IV》获得RC评级（即拒绝评级、发售），Rockstar Games为本作发行了澳大利亚版本。在美国版本中，玩家可以在车内与妓女发生性行为，并且可以旋转摄像机以更清楚的观察。而在澳大利亚版中，摄像机被固定在车后方伴随音乐摇摆，玩家无法观察车内。[24] 后来Rockstar决定对未修改版进行评级，并获得了MA15+分级，随后针对PS3、Xbox 360、PC等发行了补丁，解密了相关场景。
- 《50美分：防弹》由于鼓励团伙暴力而被禁，之后版本删除了Arcade模式，减少了血腥画面，并加入滥杀无辜会game over的设计，该版本分级为MA15+。
- 《辐射3》被OFLC拒绝分级，[25][26]原因是药物的视觉显示和运送方法与现实世界一致，在修改药物名称后，修订版于2008年8月7日重新提交，分级为MA15+。[27]后来经澄清，最终版本的唯一更改是将吗啡名称更改为Med-x，此更改在全球所有版本进行，因此澳大利亚版与其他国家版本并无不同。

### 电子游戏的18+分级
由于电子游戏当时还没有引入R18+分级，因此在2011年前禁止了许多游戏。这遭到游戏界的长期批评，认为阻止成年人观看在电影中可以合法观看的成人游戏内容是不合理的。在电子游戏中引入18+的主要反对者是前南澳大利亚州总检察长迈克尔·阿特金森（Michael Atkinson），他否决了一切试图引入的决定。
2010年8月11日，在反对党领导人托尼·阿博特的公开论坛上，有人询问他关于电子游戏缺少R18+分级的观点以及他是否有相关政策，阿博特回复“电子游戏分级与其他行业不同，这看起来很蠢...我本能地和你站在一起，如果我们执政，我会乐意重新审视”。2010年12月，内政部长公布电话民意调查结果，大约80%的人支持R18+分级。
2011年7月22日，在各州与领地的总检察长会议上，达成了引入R18+分级的协议，并计划2011年底前引入。总检察长会议制定了一项原则性协议，但被新南威尔士州检察长否决。内政部长布兰登·奥康纳表示，无论检察长会议结果如何，联邦政府将超越新南威尔士州实行R18+分级，并将于2011年底实施。8月10日，新南威尔士州总检察长同意引入R18+，至此，R18+分级在2011年底之前被所有州接受并使用。
截至2013年1月1日，R18+评级已被正式应用于电子游戏中，但由于部分游戏仍被拒绝分级，导致并未完全发挥作用。第一个R18 +级别的游戏是《忍者龙剑传：西格玛2》，《黑道圣徒IV》于2013年6月25日成为新标准下第一个被拒绝分级的游戏。《黑道圣徒》被拒绝分级后不到24小时，《腐朽国度》成为第二款被拒绝分级的游戏。